# Hexatoma (Eriocera) neopaenulata
Hexatoma (Eriocera) neopaenulata is een tweevleugelige uit de familie steltmuggen (Limoniidae). De soort komt voor in het Oriëntaals gebied.